# Dolmens de Peyrecor
Les dolmens de Peyrecor sont un groupe de deux dolmens situés à Escout, dans le département français des Pyrénées-Atlantiques, en Nouvelle-Aquitaine.

## Contexte général
Le dolmen n°1 a été fouillé par P. Raymond vers 1866 mais sans aucun résultat notable. En 1933, le curé d'Escout fit démanteler l'édifice afin de construire le socle d'une croix. En 1957, José Miguel de Barandiarán Ayerbe remarque, à environ 80 m à l'ouest du dolmen n°1, un tumulus d'environ 0,9 m de hauteur et 12,5 m de diamètre d'où émergent quatre dalles de grès. En 1979, le docteur Jacques Blot donne une description du tumulus légèrement différente de celle de Barandiarán. En 1981, des travaux agricoles d'arasement endommagent la partie supérieure du tumulus et sa destruction complète est évitée par l'intervention de Geneviève Marsan, correspondante du Service territorial de l'Architecture et du Patrimoine. En 1989, de nouvelles dégradations provoquent une fouille de sauvetage programmée de 1990 à 1993, suivie d'une restauration du dolmen n°2 en 1994.
Le deux dolmens ont été édifiés sur une ligne de crête collinaire et sont situés à moins de 2 km de la structure funéraire mégalithique de Darre la Peyre avec laquelle ils présentent des caractéristiques architecturales très proches.

## Dolmen n°1
Le dolmen est désormais complètement ruiné : l'emplacement du dolmen est toujours visible avec plusieurs dalles éparpillées sur place, d'autres dalles initialement utilisées comme socle de la croix sont empilées et cimentées à proximité de celle-ci. Un sondage diagnostic réalisé en 1994 indique cependant que l'architecture du dolmen n°1 devait être très semblable à celle du dolmen n°2 (chambre surcreusée, massif de galets pour bloquer les orthostates, mur de parement).

## Dolmen n°2

### Architecture
Le tumulus de forme circulaire mesure 12,5 m de diamètre, il est entouré par un mur de parement, légèrement incliné vers l'intérieur, constitué de grandes dalles en grès empilées à l'horizontale sur quatre à huit niveaux, conservé sur une hauteur moyenne de  0,9 m pour 0,70 à 1 m d'épaisseur. Un deuxième massif de forme ovale de 1 m d'épaisseur, constitué de blocs en grès posés sur chant, entoure les côtés de la chambre. L'espace compris entre le mur de parement extérieur et le massif de blocage a été comblé avec un remplissage de terre argileuse. La chambre ouvre à l'est/sud-est. Elle est délimitée par quatre orthostates en grès, disposés en épi avec une alternance de murets en pierres sèches, et une dalle de chevet. L'ensemble délimite une forme trapézoïdale de 3 m de longueur avec une petite base à l'entrée de 0,8 m et une grande base au chevet de 1,60 m. Toutes les dalles ont été dressées dans des saignées creusées dans le sol argileux sur 10 à 20 cm de profondeur. Tous les orthostates, sauf un, ont été arasés lors des travaux d'arasement du tumulus mais la hauteur de la chambre ne devait pas dépasser 1,20 m sous plafond. Le mode de couverture de la chambre demeure inconnu, il pourrait correspondre à plusieurs dalles repoussées au bas du tumulus lors d'une violation ancienne de la tombe. Dans leurs descriptions respectives du tumulus avant fouille, ni Barandiarán ni Blot ne mentionnent la présence d'une dalle de couverture.
Le sol de la chambre a été creusé sur 0,40 à 0,50 m de profondeur. Il était peut-être recouvert d'un pavage constitué de petites dalles de grès (0,80 m sur 0,60 m) dont des traces ont été retrouvées sur le pourtour de la chambre. Le centre de la chambre comporte une fosse de forme irrégulière mesurant 1,9 m de longueur pour une largeur moyenne de 0,30 m correspondant à une réutilisation postérieure, son creusement ayant probablement détruit le pavage antérieur.
Le dolmen est classé parmi les dolmens à couloir. La chambre est excentrée par rapport au tumulus, ce qui est très fréquent dans les dolmens du Quercy. L'accès au dolmen a été condamné par un empilement, devant l'entrée de la chambre, de blocs en pierre disposés en arc de cercle et prenant appui sur le mur de parement extérieur.
En 1981, G. Marsan dégagea, à l'intérieur de la chambre, une stèle en grès découverte dressée contre la dalle de chevet, au dessus de la couche de remplissage. Cette stèle fut ultérieurement brisée par vandalisme. Elle mesurait 1,12 m de hauteur (mais elle fut écrêtée lors de l'arasement du tumulus) sur 0,55 m de large et 9,50 cm d'épaisseur. La stèle comportait une base légèrement concave avec une échancrure.

### Matériel archéologique
Aucun matériel osseux n'a été découvert lors des fouilles, probablement en raison de l'acidité du sol. Le mobilier lithique recueilli a été découvert principalement sur le tumulus. Il comprend des éclats de silex, des lames et des lamelles souvent fragmentées, dont des microlithes. Le mobilier céramique correspond à sept fragments d'un vase, à pâte noire et dégraissant sableux de couleur brun/rouge, découvert devant l'entrée.
Une hache en pierre polie (grès) mesurant 114 mm de long sur 42 mm de large a été découverte dressée sur son tranchant dans une petite niche aménagée dans la structure de condamnation. Le tranchant de cette hache est très émoussé et le talon est fracturé. La présence de nombreux charbons de bois sur le sommet de cette structure et le dépôt intentionnel de la hache pourrait correspondre à des rituels associés à la fermeture du dolmen.
Les deux datations au 14C obtenues sur des échantillons de charbons de bois correspondent à une première période comprise entre 2862 et 2482 av. J.-C. et à une seconde période comprise entre 2869 et 2306 av. J.-C.. Le dolmen aurait donc été construit au Néolithique final. 
Après sa condamnation, le tumulus a été partiellement endommagé par le creusement de fosses, la création de structures en galet et d'un coffre, probablement à usage funéraire (absence d'ossements et de mobilier)  en périphérie du monument. Au Bronze ancien, le site était encore fréquenté comme l'atteste la découverte d'un petit matériel lithique et céramique autour du tumulus. À l'Âge du fer, le mur de parement a été partiellement démonté sur la façade nord-est et le tumulus creusé sur une longueur de 1,20 m sur 0,70 m de profondeur pour y aménager une fosse de combustion ou un four en argile. La mesure 14C des charbons de bois trouvés sur place a permis de dater cette structure de combustion d'une période comprise entre 761 et 402 av. J.-C..